# San Juan de Oriente
San Juan de Oriente é um município da Nicarágua, situado no departamento de Masaya. Tem 9 km² de área e sua população em 2020 foi estimada em 7.915 habitantes.